# 常盤操子
常盤 操子（ときわ みさこ、1897年11月9日 - 1959年9月1日）は、日本の女優である。常磐 操子との表記もみられる。出生名粟津 ゆき（あわづ ゆき）、小川隆との結婚後の本名小川 ゆき（おがわ ゆき）。片岡千恵蔵主演のサイレント版（1931年）、同じくトーキー版（1936年）の2つの『瞼の母』でいずれも忠太郎の母「おはま」（水熊のお濱）を演じ、当たり役となった。

## 人物・来歴

### 新劇女優として
1897年（明治30年）11月9日、大阪府大阪市に生まれる。
1912年（大正元年）9月25日、京都に新設された松竹女優養成所に満14歳で入所、同所の第1期生となる。20人の同期生には、東愛子、和歌浦糸子、富士野蔦枝、衣笠みどり（中退）、可知喜代子、住の江蘭子、三品花子、伊達京子、河原月子、渡君江、小坂きみ子らがいた。『日本人名大辞典』（講談社）には、松竹女優養成所に入った後、1923年（大正12年）に大阪の浪花座で初舞台を踏み、翌1924年（大正13年）に松竹の専属女優となった、との旨の記述があるが、同所の設立時期とは合致しない。1917年（大正6年）に発行された『女優総まくり』（光洋社）によれば、その発行以前の時期に二代目尾上卯三郎、四代目嵐璃珏、六代目嵐吉三郎らの指導による、大阪・堂島座での大阪女優劇『いろいろの望み』に出演、大成功を得たといい、同書の下世話な評価では、美人であるが目が下がり目であるため、スキャンダルにことかかない旨の記述がなされている。
『映画俳優事典 戦前日本篇』（未来社）の盛内政志によれば、松竹女優養成所以降は六代目嵐吉三郎に師事したといい、その後は、花柳章太郎・柳永二郎らが1921年（大正10年）に設立した「新劇座」、喜多村緑郎ら新派本流の「第2期成美団」、井上正夫一座、加藤精一らの「同志劇」、伊川八郎らの「新潮座」といった劇団を転々としたという。「新国劇」をスピンアウトして設立した「国劇第一線座」を主宰する、6歳年上の新劇俳優・小川隆（本名 小川義照、1891年 - 没年不詳）と、この時期に結婚している。

### 30歳からの映画女優
1928年（昭和3年）、京都の日活太秦撮影所に入社、時代劇部に所属する。同年10月19日に公開された『清水次郎長 第二篇 血笑篇』（監督辻吉郎）に出演して、満30歳で映画界にデビューしている。同年11月1日に公開された『斑蜘蛛』（監督清瀬英次郎）では、女賊夜桜お蝶を演じて、主演している。当時、日活と配給提携をしていた片岡千恵蔵プロダクションの作品にも出演しており、1930年（昭和5年）8月28日に公開された『恋車 前篇』（監督渡辺邦男）では、淀君を演じた。なかでも1931年（昭和6年）3月13日に公開された、長谷川伸原作の『瞼の母』（監督稲垣浩）は、片岡の「番場の忠太郎」に対する「水熊のお濱」（おはま）を演じ、「一本刀の渡世人に絡む義理人情の世界を一沫のリリシズムを捉えて描破した」作品であると、日活がその社史に語っている。この役は、常盤の当たり役となり、1936年（昭和11年）にもリメイクされた際にも、同じく片岡とともに主演した。
1937年（昭和12年）、満39歳のときにトーキー専用の製作会社であるゼーオースタヂオに移籍、同年2月4日に公開された『新しき土』（監督アーノルド・ファンク、伊丹万作）に出演、小杉勇演じる「輝男」の母親役を演じた。同年9月10日に同社が合併して東宝映画が設立されたのちも、ゼーオースタヂオ改め東宝映画京都撮影所に所属した。1939年（昭和14年）には、日活太秦撮影所改め日活京都撮影所に復帰した。1942年（昭和17年）1月10日、戦時統制により、日活の製作部門が新興キネマ等と合併して大映が設立されると、常盤は継続入社して、大映京都撮影所に所属した。第二次世界大戦終結後も、同撮影所に所属し、満53歳となった1951年（昭和26年）2月15日に公開された『阿修羅判官』（監督森一生）に出演したのを最後に、引退している。
1959年（昭和34年）9月、病気によって死去した。満61歳没。夫の小川は、戦後も妻の常盤よりも長く、1954年（昭和29年）まで映画出演を続けたが、晩年は、歯科医の資格を取得し、京都府京都市右京区太秦多藪町にあった大映京都撮影所の同町内で、歯科医院を開業していたという。

## フィルモグラフィ

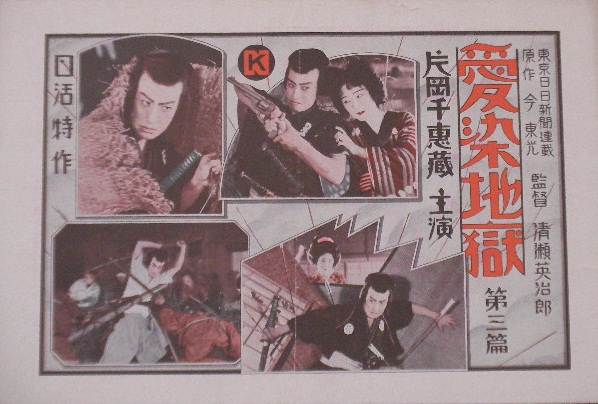
『愛染地獄 第三篇』（1930年）公開時のチラシ。常盤は「おさらばお金」を演じた（右上・公開時満32歳）。

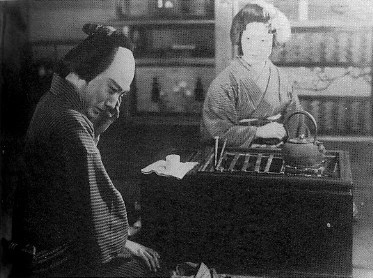
『瞼の母』（1931年）出演時、満34歳。左は片岡千恵蔵（公開時満27歳）。

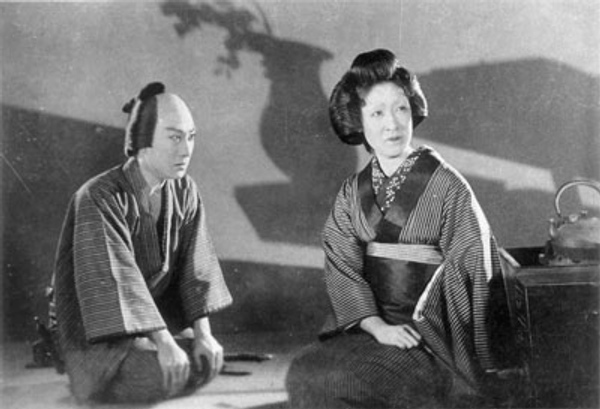
同上。常盤は7歳下の千恵蔵の母を演じて、あたり役となった。

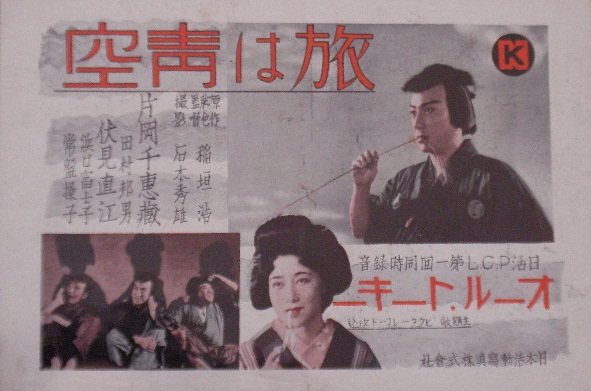
『旅は青空』（1932年）公開時のチラシ。常盤の名がみえる。

すべてクレジットは「出演」である。公開日の右側には役名、および東京国立近代美術館フィルムセンター（NFC）、マツダ映画社所蔵等の上映用プリントの現存状況についても記す。同センター等に所蔵されていないものは、とくに1940年代以前の作品についてはほぼ現存しないフィルムである。資料によってタイトルの異なるものは併記した。

### 日活太秦撮影所
特筆以外すべて製作は「日活太秦撮影所」、配給は「日活」、特筆以外すべてサイレント映画である。
- 『清水次郎長 第二篇 血笑篇』 : 監督辻吉郎、1928年10月19日公開 - お寅（デビュー作[1]）
- 『斑蜘蛛』 : 監督清瀬英次郎、1928年11月1日公開 - 女賊夜桜お蝶（主演）[1]
- 『落花剣光録 第一篇』 : 監督清瀬英次郎、1928年12月13日公開 - おゆめ（女侠引手茶屋の女将）
- 『原田甲斐』 : 監督辻吉郎、1929年1月14日公開 - 女房沢女
- 『落花剣光録 第二篇』 : 監督清瀬英次郎、1929年1月20日公開 - おゆめ（女侠引手茶屋の女将）
- 『英傑秀吉』 : 監督池田富保、1929年3月31日公開 - 紺屋の女房お勝
- 『落花剣光録 第三篇』 : 監督清瀬英次郎、1929年5月3日公開 - おゆめ（女侠引手茶屋の女将）
- 『噫無情 前篇』 : 監督志波西果、1929年5月10日公開 - 光月尼
- 『噫無情 後篇』 : 監督志波西果、1929年5月17日公開 - 光月尼
- 『百面相』 : 監督伊奈精一、1929年8月1日公開 - お八重（花岡の妾）
- 『大闘陣』 : 監督渡辺邦男、1929年8月15日公開 - 鳥追女・お蘭（清川荘司の相手役として主演）
- 『修羅城 水星篇 火星篇』 : 監督池田富保、1929年10月1日公開 - 大蔵局
- 『愛染地獄 第一篇』 : 監督清瀬英次郎、製作片岡千恵蔵プロダクション、配給日活、1929年11月16日公開 - おさらばお金
- 『愛染地獄 第二篇』 : 監督清瀬英次郎、製作片岡千恵蔵プロダクション、配給日活、1929年11月22日公開 - おさらばお金
- 『吉五郎懺悔』 : 監督清瀬英次郎、1929年12月13日公開 - 銀流しのお六
- 『愛染地獄 第三篇』 : 監督清瀬英次郎、製作片岡千恵蔵プロダクション、配給日活、1930年1月8日公開 - お去らばお金
- 『維新暗流史 第一篇』 : 監督辻吉郎、1930年2月28日公開 - 叔母・真弓
- 『元禄快挙 大忠臣蔵 天変の巻 地動の巻』 : 監督池田富保、1930年4月1日公開 - 戸田局
- 『腕一本』 : 監督渡辺邦男、1930年5月1日公開 - おたか
- 『女人外道』 : 監督深川ひさし、1930年6月20日公開 - 女侠客仇吉
- 『鬼鹿毛若衆』 : 監督池田富保、1930年8月15日公開 - 長兵衛女房お由
- 『戀車 前篇』[9]（『恋車 前篇』） : 監督渡辺邦男、製作片岡千恵蔵プロダクション、配給日活、1930年8月28日公開 - 淀君
- 『江戸美少年録』 : 監督清瀬英次郎、1931年1月8日公開 - お駒
- 『浪人と阿片』 : 監督渡辺邦男、1931年1月15日公開 - 女将
- 『恩愛五十両』 : 監督稲垣浩、1931年1月30日公開 - 佐野槌の女将
- 『維新暗流史 第二篇 大地に立上る者』[9]（『大地に立ち上る者 維新暗流史 第二篇』） : 監督辻吉朗（辻吉郎）、1931年2月13日公開 - 愛妾・おくめ
- 『天魔』 : 監督高橋寿康、1931年2月20日公開 - 妻お兼
- 『瞼の母』 : 監督稲垣浩、製作片岡千恵蔵プロダクション、配給日活、1931年3月13日公開 - 水熊のお濱、32分尺で現存（NFC所蔵[10]） / 66分尺で現存（マツダ映画社所蔵[17]・VHS[18]）
- 『夜明し新助捕物帖』（『夜明かし新助捕物帖』[6]） : 監督仏生寺弥作、1931年4月8日公開 - お六婆
- 『かんかん虫は唄ふ』 : 監督田坂具隆、1931年5月8日公開 - その妻マダムお槙
- 『荒木又右衛門』 : 監督辻吉郎、1931年5月15日公開 - 夢の市郎兵衛の妻お由
- 『はだか一貫』 : 監督渡辺邦男、1931年6月23日公開 - 東雲の女将
- 『怪盗石川五右衛門』（『石川五右衛門』[9]） : 監督仏生寺弥作、1931年7月8日公開 - 後妻お滝
- 『殉教血史 日本二十六聖人』 : 監督池田富保、1931年10月1日公開 - 小崎女房お霜、96分尺で現存（NFC所蔵[10]）
- 『やきもち読本』 : 監督伊奈精一、1931年10月8日公開 - 芸妓・お夏
- 『冬木心中』 : 監督辻吉郎、製作片岡千恵蔵プロダクション、配給日活、1931年10月23日公開 - 伯母お政
- 『放浪一徹男』 : 監督辻吉朗、1932年2月11日公開 - 梅野
- 『孔雀姫』 : 監督清瀬英次郎、トーキー、1932年3月1日公開 - 侍女秋
- 『珍客江戸征伐』 : 監督深川ひさし、1932年4月22日公開 - 夜鷹
- 『旅は青空』 : 監督稲垣浩、製作片岡千恵蔵プロダクション嵯峨野撮影所、配給日活、1932年7月14日公開 - 女芸人座長 おとく
- 『彦左の一本槍』 : 監督池田富保、1932年7月22日公開 - 中老岩橋
- 『白夜の饗宴』 : 監督マキノ正博、製作片岡千恵蔵プロダクション、配給日活、1932年10月13日公開 - 御寮人
- 『刺青奇偶』 : 監督伊丹万作、製作片岡千恵蔵プロダクション、配給日活、1933年1月14日公開 - 隣の女房お竹
- 『国定忠治 旅と故郷の巻』 : 監督稲垣浩、製作片岡千恵蔵プロダクション、配給日活、1933年3月15日公開 - 妙光
- 『国定忠治 流浪転変の巻』 : 監督稲垣浩、製作片岡千恵蔵プロダクション、配給日活、1933年6月1日公開 - 妙光
- 『国定忠治 霽れる赤城の巻』（『国定忠治 完結篇 霽れる赤城の巻』[9]） : 監督稲垣浩、製作片岡千恵蔵プロダクション、配給日活、1933年10月12日公開 - 妙光尼
- 『瞼の母』 : 監督衣笠十四三、製作片岡千恵蔵プロダクション、配給日活、トーキー、1936年12月3日公開 - おはま
- 『小楠公とその母』 : 監督中川紫朗、製作・配給日本合同映画、サウンド版、1936年製作・公開 - 正成夫人 久子（主演）、60分尺で現存（NFC所蔵[10]）

### 東宝映画京都撮影所

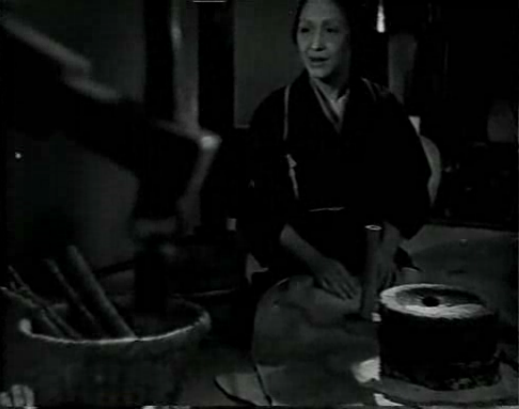
『新しき土』（1937年）出演時、満39歳。小杉勇（公開時満32歳）の母役である。

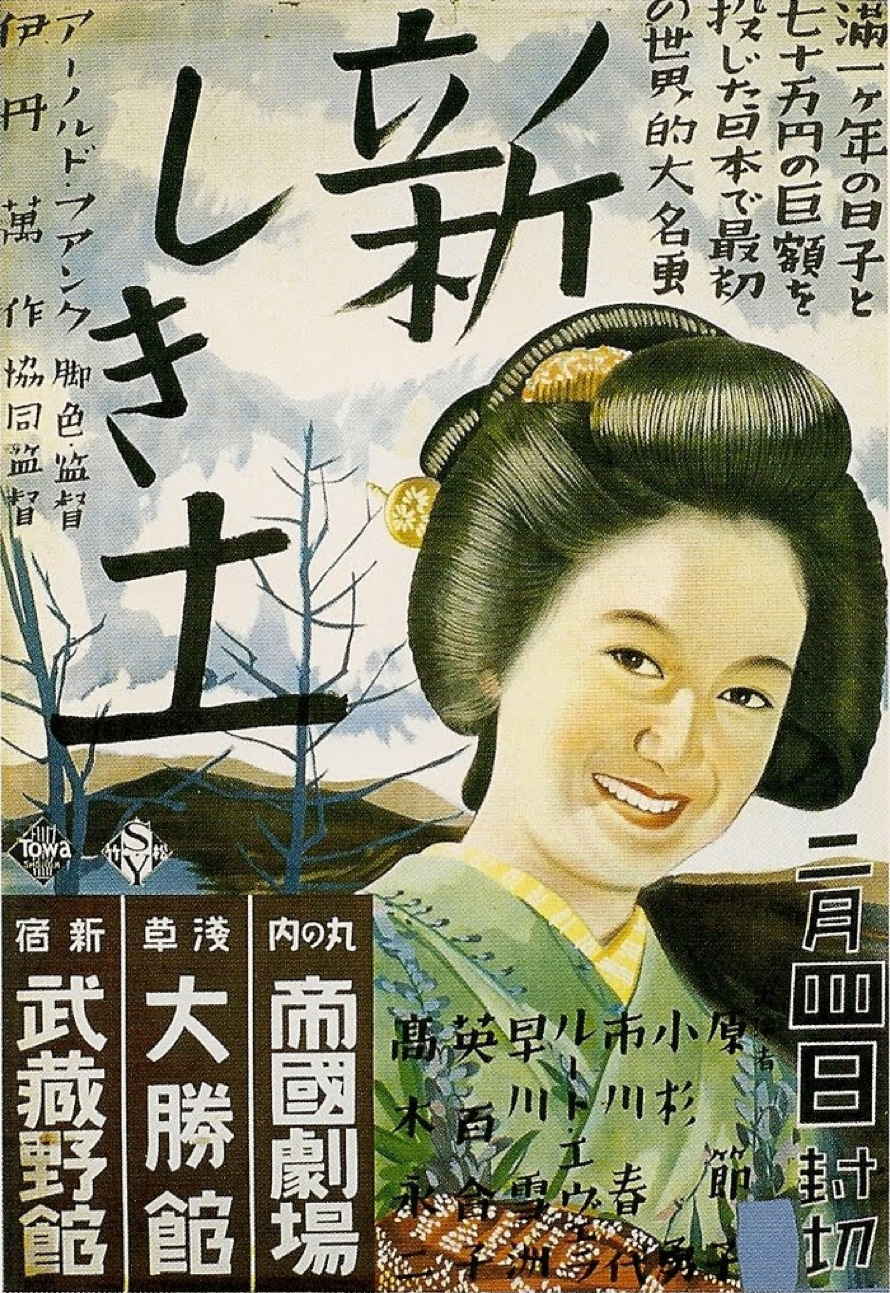
『新しき土』（1937年）公開時のポスター。

特筆以外すべて製作は「東宝映画京都撮影所」、配給は「東宝映画」、以降すべてトーキーである。
- 『新しき土』 : 監督アーノルド・ファンク/伊丹万作、製作ゼーオースタヂオ、配給東和商事映画部、1937年2月4日公開 - 輝雄の母、日英版114分尺で現存（NFC所蔵[10]）
- 『故郷』 : 監督伊丹万作、製作ゼーオースタヂオ、配給東宝映画、1937年5月1日公開 - 妻、84分尺で現存（NFC所蔵[10]）
- 『宮本武蔵 風の巻』（『宮本武藏』[10]） : 監督石橋清一、製作ゼーオースタヂオ、配給東宝映画、1937年6月11日公開 - 引舟おとせ、9分尺の断片が現存（NFC所蔵[10]）
- 『松五郎乱れ星』 : 監督衣笠十四三、製作片岡千恵蔵プロダクション、配給日活、1937年7月1日公開 - 琴富貴の女将お豊
- 『裸武士道』 : 監督久保為義、製作ゼーオースタヂオ、配給東宝映画、1937年9月8日公開 - 主水の母
- 『母親人形』 : 監督石田民三、1938年1月7日公開
- 『日本一の岡っ引』 : 監督中川信夫、1938年2月17日公開[7]
- 『愛憎秘刃録』 : 監督外山凡平、1938年6月1日公開 - お時
- 『伊太八縞』 : 監督中川信夫、1938年7月3日公開 - その母
- 『長曽禰虎徹』 : 監督並木鏡太郎、1938年8月11日公開 - 老人
- 『武道千一夜』 : 監督滝沢英輔、製作東宝映画東京撮影所、1938年12月11日公開 - 浜野

### 日活京都撮影所
すべて製作は「日活京都撮影所」、配給は「日活」である。
- 『初姿人情鳶』 : 監督衣笠十四三・松田定次、1938年12月31日公開 - 叔母おさき、戦後改題版『大江戸の闇』が55分尺で現存（NFC所蔵[10]）
- 『三代目親分』 : 監督衣笠十四三・辻吉朗、1939年2月22日公開 - 母・おれん
- 『袈裟と盛遠』 : 監督マキノ正博・稲垣浩、1939年3月15日公開[6] - その母・衣川
- 『王政復古 担龍篇 双虎篇』 : 監督池田富保、1939年3月30日公開 - 寺田屋おとせ
- 『尊王村塾』 : 監督稲垣浩、1939年5月18日公開 - 母・松並
- 『春秋一刀流』 : 監督丸根賛太郎、1939年6月1日公開 - 助五郎女房お勝、74分尺で現存（日活所蔵[9]）
- 『浪人街』 : 監督マキノ正博、1939年6月15日公開 - 重成母
- 『鞍馬天狗 江戸日記』 : 監督松田定次、1939年7月1日公開 - お梶
- 『鞍馬天狗 恐怖篇』 : 監督松田定次、1939年8月3日公開 - お梶
- 『股旅日本晴れ』 : 監督菅沼完二、1939年11月1日公開 - 母・おしか
- 『黄昏鴉』 : 監督田崎浩一、1939年11月8日公開 - 母・お節
- 『純情一代男』 : 監督松田定次、1939年12月21日公開 - お宣

- 『乱れ柳女仇討』 : 監督衣笠利彦（衣笠十四三）、1940年1月20日公開 - 森村の老女浅野[6]
- 『涙の捕縄』 : 監督松田定次、1940年2月1日公開 - おとわ
- 『連獅子供養』 : 監督国木田三郎、1940年2月15日公開 - お里[6]
- 『右門捕物帖 金色の鬼』 : 監督丸根賛太郎、1940年3月7日公開 - 料亭の女将
- 『宮本武蔵 第一部・第二部』 : 監督稲垣浩、1940年3月31日公開 - お杉[6]
- 『宮本武蔵 第三部 剣心一路』 : 監督稲垣浩、1940年4月18日公開 - お杉[6]
- 『大楠公』 : 監督池田富保、1940年6月16日公開 - 嵯峨の局
- 『赤穂の人妻』 : 監督松田定次、1940年6月25日公開 - おはや
- 『鞍馬天狗捕はる』 : 監督丸根賛太郎、1940年6月30日公開 - 料亭女将
- 『続清水港』（『續清水港』[10]、1957年改題『清水港代参夢道中』） : 監督マキノ正博、1940年7月10日公開 - 次郎長の女房お蝶、89分尺で現存（NFC所蔵[10]）
- 『織田信長』 : 監督マキノ正博、1940年11月14日公開 - 末森の方
- 『伊達大評定』 : 監督池田富保、1941年3月1日公開 - 浅岡の局
- 『英雄峠』 : 監督丸根賛太郎、1941年6月12日公開 - 勝江
- 『姿なき復讐 第一部・激浪の闇 第二部・戦慄の街』 : 監督松田定次、1941年7月8日公開 - お牧
- 『江戸最後の日』 : 監督稲垣浩、1941年11月28日公開 - 女将おせき、97分尺で現存（NFC所蔵[10]）
- 『宮本武蔵 一乗寺決闘』 : 監督稲垣浩、1942年3月25日公開 - 御手洗伊吹、88分尺で現存（NFC所蔵[10]）

### 大映京都撮影所

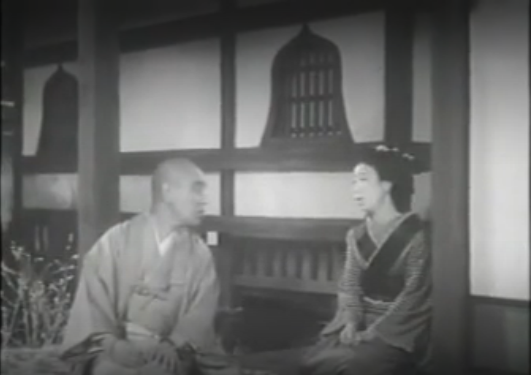
『維新の曲』（1942年）出演時、満44歳。左は東良之助（公開時満51歳）。

『こんな女に誰がした』（1949年）公開時のポスター。

特筆以外すべて製作は「大映京都撮影所」、特筆以外すべて配給は「大映」である。
- 『維新の曲』 : 監督牛原虚彦、応援演出木村恵吾、配給映画配給社、1942年5月14日公開 - おとせ、113分尺で現存（NFC所蔵[19]）
- 『大阪町人』 : 監督森一生、製作大映京都第二撮影所、配給映画配給社、1942年6月11日公開[7] - お順、69分尺で現存（NFC所蔵[10]）
- 『独眼龍政宗』（『獨眼龍政宗』[10]） : 監督稲垣浩、製作大映京都第一撮影所、配給映画配給社、1942年7月2日公開 - 愛姫、83分尺で現存（NFC所蔵[10]）
- 『富士に立つ影』 : 監督池田富保・白井戦太郎、配給映画配給社、1942年12月27日公開 - おこん
- 『宮本武藏 決鬪般若坂』[10]（『決闘般若坂』[5]） : 監督伊藤大輔、配給映画配給社、1943年7月15日公開 - お杉、75分尺で現存（NFC所蔵[10]）
- 『高田馬場前後』（1953年改題『初祝二刀流』[7]） : 監督松田定次、配給映画配給社、1944年6月22日公開 - 弥兵衛妻わか、59分尺で現存（日本名作劇場DVD）
- 『かくて神風は吹く』 : 監督丸根賛太郎、配給映画配給社、1944年11月8日公開 - 安芸

- 『扉を開く女』 : 監督木村恵吾、1946年4月25日公開 - 佐和
- 『お夏清十郎』 : 監督木村恵吾、1946年7月11日公開 - おゆら
- 『手袋を脱がす男』 : 監督森一生、1946年8月15日公開 - お滝
- 『槍おどり五十三次』 : 監督森一生、1946年11月26日公開 - お増、78分尺で現存（NFC所蔵[10]）

- 『天下の御意見番を意見する男』 : 監督木村恵吾、1947年4月22日公開[7]
- 『壮士劇場』 : 監督稲垣浩、1947年5月6日公開[7] - 名和貞江、86分尺で現存（NFC所蔵[10]）
- 『白粉帖』 : 監督野淵昶、1947年11月25日公開[7]

- 『おしどり笠』 : 監督森一生、1948年1月13日公開[7]
- 『手をつなぐ子等』 : 監督稲垣浩、製作大映東京撮影所、1948年3月30日公開 - 佐藤訓導、86分尺で現存（NFC所蔵[10]）
- 『時の貞操 前篇』（1952年改題総集篇『時の貞操』[7]） : 監督、製作大映東京撮影所、1948年6月1日公開[7]
- 『時の貞操 後篇』（1952年改題総集篇『時の貞操』[7]） : 監督、製作大映東京撮影所、1948年6月8日公開[7]
- 『王将』 : 監督伊藤大輔、1948年10月18日公開 - 女将・喜代、93分尺で現存（NFC所蔵[10]）

- 『小判鮫 第二部 愛憎篇』 : 監督衣笠貞之助、製作新演伎座、配給東宝、1949年1月11日公開
- 『花くらべ狸御殿』 : 監督木村恵吾、1949年4月17日公開[7] - 妖婆泥々（[20]）
- 『母恋星』 : 監督安田公義、1949年6月12日公開[7]
- 『こんな女に誰がした』 : 監督山本薩夫、製作東横映画、配給大映、1949年7月4日公開 - 引揚船の中年婦人
- 『わたしの名は情婦』 : 監督森一生、1949年8月22日公開 - 下宿屋おかみ、88分尺で現存（NFC所蔵[10]）
- 『女殺し油地獄』 : 監督野淵昶、1949年10月31日公開 - 豊島屋おくめ

- 『火山脈』 : 監督安達伸生、1950年3月26日公開 - その女房、112分尺で現存（NFC所蔵[10]）
- 『愛の山河』 : 監督小石栄一、1950年4月9日公開[7]
- 『禿鷹』（コンドル） : 監督安田公義、1950年5月13日公開[7]
- 『復活』 : 監督野淵昶、製作大映東京撮影所、1950年6月10日公開
- 『赤城から来た男』 : 監督木村恵吾、1950年10月7日公開 - お勝、94分尺で現存（NFC所蔵[10]）
- 『緋牡丹盗賊』 : 監督安達伸生、1950年12月9日公開 - 三浦屋の婆

- 『おぼろ駕籠』 : 監督伊藤大輔、製作松竹京都撮影所、配給松竹、1951年1月13日公開 - 年寄大崎、97分尺で現存（NFC所蔵[10]）
- 『偽れる盛装』 : 監督吉村公三郎、1951年1月13日公開 - おとき、103分尺で現存（NFC所蔵[10]）
- 『阿修羅判官』 : 監督森一生、1951年2月15日公開 - 藤尾、34分尺で現存（NFC所蔵[10]）
- 『乞食大将』 : 監督松田定次、1945年製作・1952年4月30日公開 - 菊の井、62分尺で現存（NFC所蔵[10]）